# Capra walie
Pour les autres espèces de bouquetins, voir Bouquetin.
Bouquetin d'Abyssinie
Espèce
Statut de conservation UICN

 VU B1ab(iii); D : Vulnérable
Le Bouquetin d'Abyssinie (Capra walie) est une espèces de mammifère de la famille des Bovidés, de la sous-famille des Caprinés. Il est apparenté au Bouquetin des Alpes (certains zoologues en font une simple sous-espèce de ce dernier, dénommée Capra ibex nubiana).

## Répartition
C'est le seul caprin de l'Afrique subsaharienne, dont le maintien a été rendu possible par le climat tempéré des montagnes et plateaux éthiopiens. Mais il est menacé d'extinction, avec un effectif qui ne dépasse pas les 500 têtes, sous la pression du braconnage et de la mise en culture de son habitat.
Toutefois, la population de l'espèce a augmenté dans les dernières décennies : elle était de 150 à 200 animaux dans les années 1960. La création du Parc national du Simien en 1969 a contribué à sa survie.
Quelques jardins zoologiques essaient de l'élever (l'effectif en captivité et semi-captivité approche les 300 animaux au milieu des années 2000, dont la moitié au Proche-Orient).